# Franciszek Czarnomski (profesor rolnictwa)
Franciszek Czarnomski herbu Jastrzębiec (ur. 19 lipca 1852 we Dubidzach, zm. 15 października 1898 w Krakowie) – polski rolnik, gleboznawca, popularyzator wiedzy o uprawie roli, profesor Uniwersytetu Jagiellońskiego.

## Życiorys
Franciszek Czarnomski od młodych lat interesował się fizyką i chemią. Po ukończeniu w 1869 r. III Rządowego Gimnazjum Filologicznego w Warszawie rozpoczął on studia w zakresie nauk matematycznych i przyrodniczych na Uniwersytecie Wiedeńskim (1870–1871). Po roku przeniósł się na Uniwersytet Berliński, gdzie był asystentem w laboratorium fizycznym prof. Dovego oraz uczył się chemii pod kierunkiem prof. Hofmanna. W 1874 uzyskał dyplom. Wbrew namowom rodziny po ukończeniu edukacji nie wrócił do rodzinnego gospodarstwa lecz rozpoczął pracę w berlińskiej fabryce instrumentów precyzyjnych i matematycznych Quertlinga mając nadzieję zostać w przyszłości zaangażowanym do pracy w powstającym w tamtym czasie na Uniwersytecie instytucie fizycznym.
W 1876 okoliczności rodzinne zmuszają Franciszka do powrotu i zajęcia się gospodarowaniem na dziedzicznej posiadłości Dubidze. Jako że nie miał on żadnej wiedzy na temat rolnictwa i pałał niechęcią do tej pracy, którą się musiał zająć z konieczności, początki były bardzo trudne. Dopiero z czasem dostrzegł w swoim gospodarstwie obiekt przyrodniczy, gdzie - korzystając ze swej fizyczno-chemicznej wiedzy -, przeprowadzał różnego rodzaju przemyślane doświadczenia związane z rolnictwem. W chwilach wolnych od zajęć gospodarskich czytał literaturę rolniczą, z czasem gromadząc znaczny jej zbiór. Czarnomski powoli doprowadził swoje gospodarstwo do rozkwitu, a on sam, już jako zapalony rolnik, dzielił się wynikami swoich doświadczeń z pracownikami okolicznych folwarków oraz z mieszkającymi w okolicy chłopami.
By trafiać do jeszcze szerszego grona rolników od połowy lat 80. Czarnomski zaczął publikować, głównie w warszawskiej Gazecie Rolniczej. Zainteresowanie we wszystkich trzech zaborach oraz w Rosji zyskał za sprawą prac: „Wpływ wapna na rolę“ (Gazeta Rolnicza. T. 27. R. 1887. Numery: 44–50) oraz „Wyjałowienie a wyczerpanie roli“ (Gazeta Rolnicza T. 28. R. 1888. Numery: 11–13). Powszechne uznanie dała mu jego wielka praca pt. „Rola, jej pochodzenie, gatunki typowe, nawożenie i uprawa“. Ma ona charakter podręcznika gleboznawstwa i uprawy roli i była drukowana w Gazecie Rolniczej odcinkami przez dwa lata (T. 31. R. 1891. N-ry: 9–19, 15–20, 23–29, 45–51, T.32. R. 1892. N-ry: 17–21 i 25–28).
W 1892 r. Senat Uniwersytetu Jagiellońskiego zaproponował Czarnomskiemu, jako świetnemu rolnikowi praktykowi i teoretykowi, tytuł profesora UJ i objęcie kierownictwa nad Katedrą Rolnictwa (później Katedrą Uprawy Roli i Roślin) w ramach utworzonego dwa lata wcześniej Studium Rolniczego (które po latach rozwinęło się we współczesny Uniwersytet Rolniczy w Krakowie). Czarnomski przyjął propozycje, przeniósł się do Krakowa i mimo coraz słabszego zdrowia z zapałem zajął się dydaktyką, pracą badawczą i organizacyjną. Dzięki niemu w obrębie studium powstało laboratorium gleboznawcze, muzeum rolnicze (z własnych funduszy profesora) oraz stacja doświadczalna w Prądniku Czerwonym pod Krakowem (dziś jednej z jego dzielnic).
Wykłady "Pana Franciszka", jak nazywali go studenci, cieszyły się wielkim powodzeniem wśród słuchaczy. Doceniali oni nie tylko szeroką wiedzę teoretyczną popartą doświadczeniem, ale i życzliwość i jasność prezentowanych treści. Obejmowały one zagadnienia uprawy roli i roślin z dużym naciskiem na wiedzę o glebie, jako miejsce pracy rolnika. Szczególnie zainteresowanym osobom poświęcał czas po wykładach, tworząc zręby zespołu swoich uczniów, motywując ich do własnych badań i publikowania. Sam profesor nosił się z zamiarem napisania podręcznika do nauki rolnictwa, który powoli powstawał na podstawie systematycznie spisywanych i opracowywanych wykładów. Nie zdążył jednak tego uczynić.
Przez cały okres pracy na Uniwersytecie dawała się we znaki Czarnomskiemu choroba piersiowa, która co czas jakiś powodowała przerwy w jego pracy. Z czasem się ona nasilała, stając się przyczyną śmierci profesora 15 października 1898 r., zaledwie sześć lat po nominacji na stanowisko w Studium Rolniczym. Został on pochowany na cmentarzu Rakowickim w Krakowie (pas 15 - rząd płn).

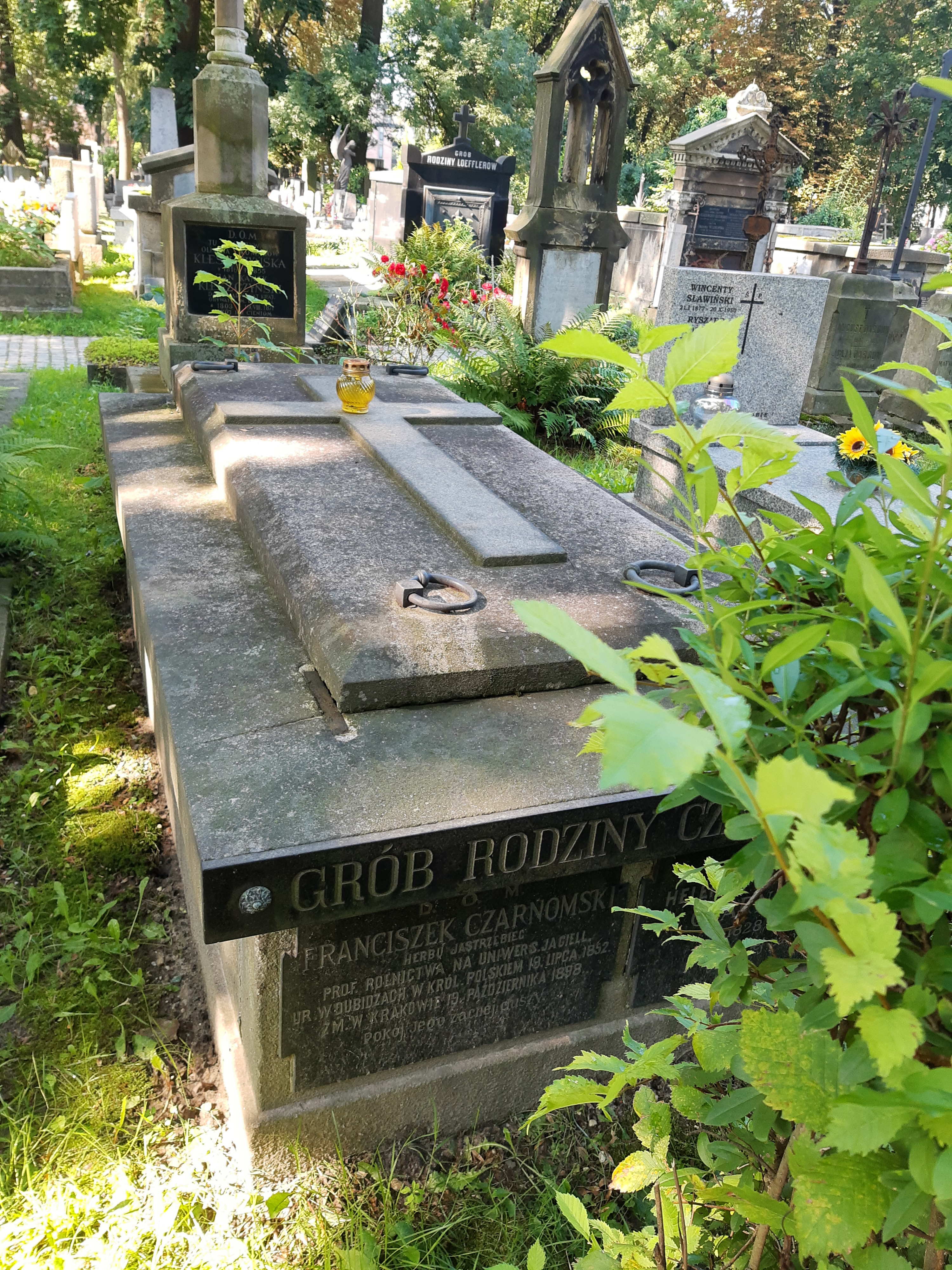
Grób prof. Franciszka Czarnomskiego na cmentarzu Rakowickim

## Praca naukowa i spuścizna
Franciszek Czarnomski otrzymał gruntowne wykształcenie techniczne i ogólnoprzyrodnicze z naciskiem na fizykę i chemię. Po studiach pragnął zostać w Berlinie i zająć się pracą naukową w zakresie fizyki. Okoliczności zmusiły go jednak do porzucenia tych planów i zajęcia się gospodarowaniem majątkiem rolnym. Mając predyspozycje i chęci do pracy naukowej, niejako z przymusu, zmienił tylko obiekt zainteresowań. W kwestii rolnictwa i uprawy roli był samoukiem. Kilka lat zajęło mu zdobycie gruntownej wiedzy teoretycznej i przetestowania jej części w swoim gospodarstwie w praktyce. Według słów Jaworskiego: czytał wszystko, uczył się wszystkiego, choć nie wszystkiemu wierzył.
Mimo iż Czarnomski zajmował się różnymi zagadnieniami związanymi z uprawą roślin to największą uwagę przykładał do gleboznawstwa. Uważał, że spośród wszystkich przedmiotów związanych z rolnictwem to właśnie znajomość gleb jest najbardziej zaniedbana i w tej dziedzinie działał i specjalizował większość ze swoich uczniów. Miał on podobno duży talent do dobierania sobie uczniów i współpracowników. Gdyby miał możliwość dłużej pracować naukowo bez wątpienia wykształcił by rzesze swoich następców, którzy by ponieśli w świat i dalej rozwijali jego idee. Jego uczniami specjalizującymi się w gleboznawstwie byli m.in.: Józef Bzowski, Tadeusz Domański, Konstanty Jasiński, Kazimierz Miczyński, Eustachy Popiel i Tadeusz Rudowski. W sumie byli oni autorami ośmiu wartościowych rozpraw gleboznawczych.
W zakresie gleboznawstwa Franciszek Czarnomski reprezentował, dominującą w tamtych czasach, szkołę geologiczno-petrograficzną i geologiczno-rolniczą. Do interesujących go nauk o glebie włączał zagadnienia uprawy roli, chemii rolnej, gruntoznawstwa i gleboznawstwo melioracyjne. Dzięki temu geologiczne podstawy gleboznawstwa były przez niego ujmowane bardzo wnikliwie, jednocześnie nigdy nie tracił z oczu roli gleby jako podstawy rolnictwa. Na podstawie geologii i zaawansowania wietrzenia podzielił gleby Królestwa Polskiego na 5 rolniczych typów:
- typ pierwszy – ziemie piaszczyste, o złych właściwościach fizycznych, niekwaśne i niezimne;
- typ drugi – ziemie piaszczysto-gliniaste, mocno zwietrzałe, o dobrych właściwościach fizycznych, złych chemicznych, kwaśne, zimne;
- typ trzeci – ziemie gliniaste, słabiej zwietrzałe, o dobrych właściwościach fizycznych i chemicznych, z podłożem marglistym, ciepłe;
- typ czwarty – löss, o dobrych, lecz specyficznych właściwościach fizycznych i chemicznych, z podłożem marglistym;
- typ piąty – ziemia wapienna zwana rędziną, o specyficznych właściwościach, ciepła.

Autor zdawał sobie sprawę z występowania różnych wariantów wspomnianych rolniczych typów oraz gleb zupełnie innych (mad, gleb "osadów sarmackich", mokrych, skalistych), lecz ze względu na ich małe powierzchnie i znaczenie, a także małą jeszcze wiedzę o glebach różnych rejonów, zostały umyślnie pominięte w tym zestawieniu.
Według Strzemskiego Franciszek Czarnomski był zdolny do stworzenia w Krakowie silnego centrum rozwoju nauk o glebie i jej uprawie, niestety przedwczesna śmierć w sile wieku udaremniła stworzenie własnej oryginalnej systematyki gleb i własnej szkoły gleboznawstwa, która mogłaby łączyć tradycyjne geologiczne idee niemieckie z nowym kierunkiem geograficzno-genetycznym W.W. Dokuczajewa, który powstał pod koniec XIX w. w Rosji. Jego następca – Stefan Jentys, był wprawdzie uczonym dużej miary, lecz specjalizował się w botanice, co nieco wyhamowało rozwój nauk o glebie w ośrodku krakowskim.
Po śmierci profesora jego matka - Helena Czarnomska zainicjowała wydanie drukowanych w Gazecie Rolniczej oraz w osobnych broszurkach prac syna. Zostały one opracowane i uzupełnione przez jego uczniów dr Zygmunta Jaworskiego i dr Tadeusza Domańskiego i wydane w 1900 r. w dwóch tomach pod tytułem "Pisma rolnicze ś.p. Franciszka Czarnomskiego, profesora rolnictwa na Uniwersytecie Jagiel.". Do zbioru dołączono dwa najlepiej opracowane notatki do wykładów mające w przyszłości być częścią planowanego podręcznika: "Urywki z wykładów o mechanicznej uprawie roli" i "Notatki do wykładów o uprawie żyta". Rozdziały powstałe na podstawie wcześniej drukowanych prac to: "Nauka o glebie", "Wykład szczegółowy o roli", "O ziarnie do siewu", "O siewie", "Jak obchodzić się z obornikiem", "Wpływ wapna na rolę", Wyjałowienie a wyczerpanie roli", "Narzędzia Sacka", "Młocka parowa" i "Metoda p. Korzybskiego w praktyce".
Rok później, jeszcze raz opracowane i uzupełnione, tak by zapełnić luki w materiale, których prof. Czarnomski nie zdążył napisać, jego pisma zostały włączone do "Encyklopedii Rolniczej" (T. X, Warszawa, 1901, s. 490–632).
Był również encyklopedystą. Brał udział w redakcji opracowywanego przez Muzeum Przemysłu i Rolnictwa wydania Encyklopedii Rolniczej .